# Kimetsu no Yaiba: Mugen-jō-hen
Kimetsu no Yaiba: Mugen-jō-hen, también conocida como Demon Slayer: Kimetsu no Yaiba – The Movie: Infinity Castle (劇場版「鬼滅の刃」無限城編 Gekijō-ban Kimetsu no Yaiba: Mugen-jō-hen?), es película de anime japonesa de fantasía oscura y acción basada en el arco «Castillo Infinito» del manga Kimetsu no Yaiba (2016-2020) de Koyoharu Gotouge. Producida por Ufotable, la película es una secuela directa de la cuarta temporada de la serie de televisión homónima y constituye la cuarta adaptación cinematográfica de la franquicia, tras Kimetsu no Yaiba: Mugen Ressha-hen (2020), Kimetsu no Yaiba: Katanakaji no Sato-hen (2023) y Kimetsu no Yaiba: Hashira Geiko-hen (2024). La dirección corrió a cargo de Haruo Sotozaki, mientras que la escritura de miembros del equipo de Ufotable.
A diferencia de Katanakaji no Sato-hen y Hashira Geiko-hen, que son películas recopilatorias, Mugen-jō-hen es una adaptación cinematográfica de larga duración, debido al contenido y ritmo dramático del arco narrativo, similar a Mugen Ressha-hen. El proyecto se anunció oficialmente en junio de 2024, inmediatamente después de la emisión del episodio final de la cuarta temporada, como la primera entrega de una trilogía cinematográfica.
Kimetsu no Yaiba – The Movie: Infinity Castle obtuvo el subtítulo Part 1: Akaza Returns poco antes de su estreno, que tuvo lugar en Japón el 18 de julio de 2025, de la mano de Aniplex y Toho.

## Premisa
Tanjirō Kamado es un chico que se unió a una organización dedicada a cazar demonios después de que su hermana menor, Nezuko, fuera convertida. Mientras los miembros de la organización y los Pilares participaban en un programa de entrenamiento grupal, como preparación para la inminente batalla contra los demonios, Muzan Kibutsuji aparece en la Mansión Ubuyashiki. Con el jefe de la organización en peligro, Tanjirō y los Pilares corren hacia la mansión, pero son arrastrados a un espacio misterioso por obra de Kibutsuji. El lugar al que han caído Tanjirō y los cazadores es el bastión de los demonios: el Castillo Infinito. Así, el campo de batalla queda establecido para dar fin a la guerra entre humanos y demonios.

## Elenco de voz
La siguiente es la lista del elenco de voces en el orden en que aparecen en los créditos.
- Natsuki Hanae como Tanjirō Kamado (竈門 炭治郎 Kamado Tanjirō?)
- Akari Kitō como Nezuko Kamado (竈門 禰豆子 Kamado Nezuko?)
- Hiro Shimono como Zenitsu Agatsuma (我妻 善逸 Agatsuma Zenitsu?)
- Yoshitsugu Matsuoka como Inosuke Hashibira (嘴平 伊之助 Hashibira Inosuke?)
- Reina Ueda como Kanao Tsuyuri (栗花落 カナヲ Tsuyuri Kanao?)
- Nobuhiko Okamoto como Genya Shinazugawa (不死川 玄弥 Shinazugawa Genya?)
- Takahiro Sakurai como Giyū Tomioka (富岡 義勇 Tomioka Giyū?)
- Katsuyuki Konishi como Tengen Uzui (宇髄 天元 Uzui Tengen?)
- Kengo Kawanishi como Muichiro Tokitō (時透 無一郎 Tokitō Muichirō?)
- Saori Hayami como Shinobu Kochō (胡蝶 しのぶ Kochō Shinobu?)
- Kenichi Suzumura como Obanai Iguro (伊黒 小芭内 Iguro Obanai?)
- Tomokazu Seki como Sanemi Shinazugawa (不死川 実弥 Shinazugawa Sanemi?)
- Kana Hanazawa como Mitsuri Kanroji (甘露寺 蜜璃 Kanroji Mitsuri?)
- Tomokazu Sugita como Gyōmei Himejima (悲鳴嶼 行冥 Himejima Gyōmei?)
- Akira Ishida como Akaza / Tercera luna creciente (猗窩座 Akaza?)

## Música
Yūki Kajiura y Go Shiina compusieron la música de la película, tras haberlo hecho previamente en la serie de anime y en las tres películas anteriores. Los temas musicales de la película fueron «Taiyō ga Noboranai Sekai» (太陽が昇らない世界?  tdl. ‘Un mundo donde nunca sale el sol’) interpretada por Aimer, y «Zankoku no Yoru ni Kagayake» (残酷な夜に輝け?  tdl. ‘Brillo en la cruel noche’) interpretada por LiSA.

## Lanzamiento

### Estreno en cines
Aniplex y Tōhō estrenaron la película el 18 de julio de 2025 en 443 salas de cine japonesas. Sony Pictures Releasing distribuirá la película en los mercados internacionales a través de Crunchyroll. Es la primera película de la trilogía planeada.
| Lanzamiento internacional | Lanzamiento internacional |
| País/Territorio           | Fecha de estreno          |
| ------------------------- | ------------------------- |
| Tailandia                 | 12 de agosto de 2025      |
| Hong Kong                 | 14 de agosto de 2025      |
| Malasia                   | 14 de agosto de 2025      |
| Pakistán                  | 14 de agosto de 2025      |
| Singapur                  | 14 de agosto de 2025      |
| Camboya                   | 15 de agosto de 2025      |
| Indonesia                 | 15 de agosto de 2025      |
| Vietnam                   | 15 de agosto de 2025      |
| Filipinas                 | 20 de agosto de 2025      |
| Argentina                 | 11 de septiembre de 2025  |
| Armenia                   | 11 de septiembre de 2025  |
| Australia                 | 11 de septiembre de 2025  |
| Azerbaiyán                | 11 de septiembre de 2025  |
| Baréin                    | 11 de septiembre de 2025  |
| Bolivia                   | 11 de septiembre de 2025  |
| Brasil                    | 11 de septiembre de 2025  |
| Jamaica                   | 11 de septiembre de 2025  |
| Aruba                     | 11 de septiembre de 2025  |
| Suriname                  | 11 de septiembre de 2025  |
| Trinidad y Tobago         | 11 de septiembre de 2025  |
| Curazao                   | 11 de septiembre de 2025  |
| América Central           | 11 de septiembre de 2025  |
| Chile                     | 11 de septiembre de 2025  |
| Colombia                  | 11 de septiembre de 2025  |
| Croacia                   | 11 de septiembre de 2025  |
| República Checa           | 11 de septiembre de 2025  |
| Dinamarca                 | 11 de septiembre de 2025  |
| República Dominicana      | 11 de septiembre de 2025  |
| Ecuador                   | 11 de septiembre de 2025  |
| Egipto                    | 11 de septiembre de 2025  |
| Etiopía                   | 11 de septiembre de 2025  |
| Georgia                   | 11 de septiembre de 2025  |
| Grecia                    | 11 de septiembre de 2025  |
| Hungría                   | 11 de septiembre de 2025  |
| Islandia                  | 11 de septiembre de 2025  |
| Irak                      | 11 de septiembre de 2025  |
| Israel                    | 11 de septiembre de 2025  |
| Italia                    | 11 de septiembre de 2025  |
| Jordania                  | 11 de septiembre de 2025  |
| Kazajistán                | 11 de septiembre de 2025  |
| Kuwait                    | 11 de septiembre de 2025  |
| Líbano                    | 11 de septiembre de 2025  |
| Lituania                  | 11 de septiembre de 2025  |
| Macedonia del Norte       | 11 de septiembre de 2025  |
| México                    | 11 de septiembre de 2025  |
| Países Bajos              | 11 de septiembre de 2025  |
| Nueva Zelanda             | 11 de septiembre de 2025  |
| Omán                      | 11 de septiembre de 2025  |
| Paraguay                  | 11 de septiembre de 2025  |
| Perú                      | 11 de septiembre de 2025  |
| Portugal                  | 11 de septiembre de 2025  |
| Catar                     | 11 de septiembre de 2025  |
| Arabia Saudita            | 11 de septiembre de 2025  |
| Serbia                    | 11 de septiembre de 2025  |
| Eslovaquia                | 11 de septiembre de 2025  |
| Eslovenia                 | 11 de septiembre de 2025  |
| Suiza italiana            | 11 de septiembre de 2025  |
| Siria                     | 11 de septiembre de 2025  |
| Ucrania                   | 11 de septiembre de 2025  |
| Emiratos Árabes Unidos    | 11 de septiembre de 2025  |
| Uruguay                   | 11 de septiembre de 2025  |
| Venezuela                 | 11 de septiembre de 2025  |
| Bulgaria                  | 12 de septiembre de 2025  |
| Canadá                    | 12 de septiembre de 2025  |
| Estonia                   | 12 de septiembre de 2025  |
| Finlandia                 | 12 de septiembre de 2025  |
| India                     | 12 de septiembre de 2025  |
| Kenia                     | 12 de septiembre de 2025  |
| Letonia                   | 12 de septiembre de 2025  |
| Mongolia                  | 12 de septiembre de 2025  |
| Nigeria                   | 12 de septiembre de 2025  |
| Noruega                   | 12 de septiembre de 2025  |
| Polonia                   | 12 de septiembre de 2025  |
| Rumania                   | 12 de septiembre de 2025  |
| África Austral            | 12 de septiembre de 2025  |
| España                    | 12 de septiembre de 2025  |
| Suecia                    | 12 de septiembre de 2025  |
| Turquía                   | 12 de septiembre de 2025  |
| Reino Unido               | 12 de septiembre de 2025  |
| Estados Unidos            | 12 de septiembre de 2025  |
| Bélgica                   | 17 de septiembre de 2025  |
| Francia                   | 17 de septiembre de 2025  |
| África francófona         | 17 de septiembre de 2025  |
| Luxemburgo                | 17 de septiembre de 2025  |
| Romandía                  | 17 de septiembre de 2025  |
| Austria                   | 18 de septiembre de 2025  |
| Alemania                  | 18 de septiembre de 2025  |
| Moldavia                  | 18 de septiembre de 2025  |
| Suiza alemana             | 18 de septiembre de 2025  |

### Mercadotecnia
Ufotable, la productora de la película, en colaboración con Grandes Ligas de Béisbol, lanzó un cortometraje para promocionar la película y la serie, así como el partido inaugural de la temporada de 2025 entre Los Angeles Dodgers y los Chicago Cubs en el Tokyo Dome el 18 de marzo. El cortometraje, protagonizado por Hōchū Ōtsuka como la voz de Sakonji Urokodaki (鱗滝 左近次 Urokodaki Sakonji?), uno de los personajes de la serie, narra la historia del béisbol y de la serie. Tōhō también estrenó, el 4 de abril de 2025, una versión editada de toda la serie en los cines japoneses. El tráiler principal de la película se lanzó el 28 de junio de 2025, en un acto transmitido por Fuji TV en Japón, y registró más de 40 millones de visitas en 24 horas en redes sociales oficiales de la franquicia.